# Поточе (община Айдовшчина)
Вижте пояснителната страница за други значения на Поточе.
Поточе (на словенски: Potoče) е село в Словения, регион Горишка, община Айдовшчина. Според Националната статистическа служба на Република Словения през 2015 г. селото има 232 жители.